# Mariam Kamara
Mariam Kamara es una arquitecta nigerina nacida en 1979 en Saint-Étienne, Francia.
Finalizados los estudios de informática en Estados Unidos, se embarcó en la arquitectura. Se graduó en la Universidad de Washington, y en 2014 creó Atelier Masomi en Niamey, que se esfuerza por redefinir la arquitectura urbana en África centrándose en lo local y lo sostenible.
Mariam Kamara es miembro fundador del colectivo internacional de arquitectos United4design, que trabaja en proyectos en Estados Unidos, Afganistán y Níger.
Enseña planificación urbana en la Universidad de Brown en Rhode Island.

## Biografía

### Juventud y estudios
Mariam Kamara nació en 1979. Su familia abandonó la capital cuando ella tenía seis años para establecerse en la región de Agadez, en el norte de Níger, entre el Sahara y el Sahel. Ella y su padre, un ingeniero de minas, descubrieron allí sitios arqueológicos compuestos por cuevas ricas en frescos neolíticos y piedras pulidas. Allí permanecen cinco años.
Mariam Kamara su primera carrera universitaria fue ciencias de la computación,  donde obtuvo una licenciatura de la Universidad de Purdue en 2001, luego un máster de la Universidad de Nueva York en 2004.
Dejó la informática por la arquitectura y en 2013 obtuvo un máster en la Universidad de Washington.  Su tesis, Mobile Loitering, se centra en cuestiones de género en el espacio público en Níger.

### Carrera profesional
Mariam Kamara construye edificios con formas geométricas claras, basándose principalmente en tres materiales de producción local: cemento, metal reciclado y tierra cruda. Ha realizado estudios de campo para comprender mejor las expectativas de los futuros habitantes y usuarios y modela el espacio de adentro hacia afuera.
En 2014, creó su estudio de arquitectura Atelier Masomi, que se ha centrado en la arquitectura local.
Mariam Kamara es miembro fundador del colectivo internacional de arquitectos United4design, que trabaja en proyectos en Estados Unidos, Afganistán y Níger.
Es profesora y enseña planificación urbana desde 2017 en Brown University en el estado de Rhode Island.En 2024 fue jurado de la primera edición del Premio Ammodo de Arquitectura.

## Prinicipales obras

### Niamey 2000
El primer gran proyecto liderado por Mariam Kamara es el complejo de apartamentos Niamey 2000 realizado en 2016, diseñado con Yasaman Esmaili, Elizabeth Golden y Philip Sträter. Ella cuestiona los problemas espaciales vinculados a la estructura de hormigón de la casa de su infancia construida en la década de 1960 en Niamey.
El resultado han sido cuatro estructuras realizadas combinando tierra y cemento y que encajan. Un banco en el frente permite, en particular, reintroducir la faada, esos encuentros que se dan en el espacio entre la casa y la calle.

### Complejo Hikma en Dandaji
En 2018, ella y Yasaman Esmaili, fundador del estudio chahar, produjeron el proyecto " Hikma ”En Dandaji en la región de Tahoua. Motivado por el rescate de emergencia de la mezquita de tierra apisonada, el proyecto se convirtió en un complejo cultural que comprendía una mezquita, una biblioteca y un centro comunitario, combinando los dos tipos de conocimiento " sin contradicción, entre conocimiento secular y fe ".
El proyecto ganó dos premios en los Lafarge Holcim Awards, el concurso de arquitectura sostenible más grande del mundo.

### Centro Cultural Niamey
Laureada del programa Rolex Mentor & Protégé 2018-2019, Mariam Kamara está acompañada por el arquitecto británico de origen ghanés David Adjaye . Han trabajado juntos en el proyecto de un nuevo centro cultural en Niamey.

## Reconocimientos recibidos
- 2017 : Premios LafargeHolcim a la construcción sostenible : medalla de plata en la categoría Global y medalla de oro en la categoría regional de África del Medio Oriente[11]